# Torta ai mirtilli
La torta ai mirtilli (dall'inglese blueberry pie) è una torta con un ripieno di mirtilli, di solito con una crosta superiore e inferiore. La crosta superiore può essere circolare, ma la torta può anche avere una crosta sbriciolata o senza crosta superiore. Le torte ai mirtilli sono spesso mangiate in estate quando i mirtilli sono di stagione nell'emisfero settentrionale. Sono dolci tradizionali della cucina statunitense.

## Storia
La blueberry pie è originaria del Nord America, area geografica in cui sono molto comuni i mirtilli selvatici (lowbush). Sin dall'arrivo dei coloni europei nel Continente, i mirtilli coltivati (highbush) iniziarono a essere utilizzati come ingrediente per preparare le torte ai mirtilli. Una delle prime ricette per preparare il dolce compare sull'Appledore Cook Book (1872). La torta ai mirtilli selvatici è il dolce ufficiale del Maine. Oggi l'alimento viene consumato in estate, quando i mirtilli raggiungono la maturazione ottimale.

## Caratteristiche
Quella ai mirtilli è una pie molto semplice da preparare e composta da uno strato di pasta su cui è presente un ripieno di frutti di bosco interi. Spesso il dolce viene preparato aggiungendo un altro strato di crosta o dell'impasto sbriciolato nella parte superiore. La torta viene insaporita con la vaniglia, la noce moscata, la cannella e la tapioca.

### Valori nutrizionali
Una fetta di torta di mirtilli contiene circa 12,5 grammi di grassi, 43,6 grammi di carboidrati e 2,3 grammi di proteine, e presenta 290 chilocalorie. La torta ai mirtilli è ricca di vitamine tra cui vitamina A, folato, vitamina C, vitamina E e vitamina K e di minerali come calcio, rame, ferro, magnesio, fosforo, potassio, selenio, sodio e zinco.